# ویلفرید ریبروک
ویلفرید ریبروک (انگلیسی: Wilfried Reybrouck؛ زادهٔ ۲۷ ژانویهٔ ۱۹۵۳ ‏(۷۲ سال)) دوچرخه‌سوار اهل بلژیک است.